# 伊兹托克·乔普
伊兹托克·乔普（1972年6月17日—），斯洛文尼亚男子赛艇运动员。他曾代表斯洛文尼亚参加1992年、1996年、2000年、2004年、2008年和2012年夏季奥林匹克运动会赛艇比赛，获得一枚金牌、一枚银牌和二枚铜牌。